# 蘇霍伊KR-860
苏霍伊КР-860（俄罗斯之翼） ，早先被命名为скд-171，是一种由俄罗斯联合航空制造公司苏霍伊提出的宽体喷气式飞机构想。

## 发展
该机被设计为最高重量650吨，有效载荷300吨，主飞行甲板有三通道和每排12个座位，上层甲板为双通道和每排9个座位，被设计为有能力运载860到1000名乘客。 相比之下  安-225 最大重量600吨，有效载荷250吨。 一个1比24的模型被展示 于1999年的巴黎航展。如果这种飞机被顺利制造，那么它将成为世界上最大，最宽和最重的客机。
飞机概念起源于1990年代的一个花费100亿美元（早前披露为40-55亿美元）的预想项目，要求在2000年前制造。 飞机单价约为1.6-2亿美元，预计有300架的市场规模，计划于喀山飞机制造联盟的厂房制造。最初被设计为载客，后来КР-860т版被设计为空中（т意为载油)液化天然气 运载机。因该飞机运载液化天然气，该设计被预想使用液化天然气为其涡轮发动机，以取代普通的航油， 如在图-206上使用的航油。
该项目却仅限于模型。

## 設計規格
- 翼展：88米
- 長度：80米
- 最大起飛重量：620~650噸
- 載客量：860人
- 巡航速度：1000公里/小時
- 航程：12000~15000公里